# Vesec (Světlá pod Ještědem)
Vesec (německy Wesetz) je malá vesnice, část obce Světlá pod Ještědem v okrese Liberec. Nachází se asi půl kilometr jižně od Světlé pod Ještědem. Vesec leží v katastrálním území Světlá pod Ještědem o výměře 7,92 km².

## Historie
První písemná zmínka o vesnici pochází z roku 1547.